# Weischatiella
Weischatiella is een geslacht van wantsen uit de familie van de Tingidae (Netwantsen). Het geslacht werd voor het eerst wetenschappelijk beschreven door Heiss in 2002 .

## Soorten
Het genus is monotypisch en bevat alleen de volgende soort:

- Weischatiella elenae Heiss, 2002